# Tembongraja
Tembongraja is een bestuurslaag in het regentschap Brebes van de provincie Midden-Java, Indonesië. Tembongraja telt 4009 inwoners (volkstelling 2010).